# Pădurea Seaca - Movileni
Pădurea Seaca - Movileni este o arie protejată (arie specială de conservare — SAC, sit de importanță comunitară — SCI) din România, desemnată în scopul protejării biodiversității și menținerii într-o stare de conservare favorabilă a florei spontane și faunei sălbatice, precum și a habitatelor naturale de interes comunitar aflate în arealul zonei de protecție. Aceasta se întinde pe o suprafață de 50,7 ha, integral pe uscat.

## Localizare
Aria naturală se întinde pe teritoriul administrativ al comunei Coroiești din județul Vaslui. Centrul sitului Pădurea Seaca - Movileni este situat la coordonatele 46°17′18″N 27°32′00″E / 46.288261°N 27.533314°E.

## Înființare
Situl Pădurea Seaca - Movileni (ROSCI0169) a fost declarat sit de importanță comunitară în decembrie 2007 pentru a proteja 2 specii de plante. Situl a fost protejat și ca arie specială de conservare în mai 2022. Acesta include rezervația naturală Pădurea Seaca-Movileni.

## Biodiversitate
Situată în ecoregiunea de stepă, aria protejată conține 2 habitate naturale: Păduri de stejar alb estice, Păduri stepice euro-siberiene cu Quercus spp..
La baza desemnării sitului se află mai multe specii protejate de  plante (2): stânjenelul sălbatic de stepă (Iris aphylla subsp. hungarica) și capul șarpelui (Pontechium maculatum subsp. maculatum).
Pe lângă speciile protejate, pe teritoriul sitului au mai fost identificate 13 specii de plante, 7 specii de mamifere.